# Paul Antoine Brunel
Pour les articles homonymes, voir Brunel.
Paul Magloire Antoine Brunelle, dit Paul Antoine Brunel, né à Chalmoux (Saône-et-Loire) le 12 mars 1830 et mort en Angleterre en 1904, est une personnalité de la Commune de Paris.

## Biographie
Sous-lieutenant au 4e régiment de Chasseurs, il démissionne de l'armée impériale en juillet 1864. Pendant le siège de Paris par les Allemands (septembre 1870-mars 1871) il prend part au soulèvement blanquiste du 31 octobre 1870, contre le gouvernement de la Défense nationale.
Le 26 janvier 1871, à l'annonce de l'armistice avec les Allemands, il tente de s'emparer des forts de l'Est parisien ; il est arrêté et condamné à la prison. Il est libéré le 26 février par la Garde nationale. Le 18 mars 1871, au début du soulèvement des Parisiens contre le gouvernement d'Adolphe Thiers, il s'empare de la caserne Prince-Eugène. Le 24 mars 1871, il dirige l'attaque contre la mairie du 1er arrondissement de Paris, en compagnie de Maxime Lisbonne et Eugène Protot. Le même jour, il est nommé général de la Commune (avec Émile Eudes et Émile-Victor Duval). Le VIIe arrondissement l'élit au Conseil de la Commune. Il demande alors sa mise en disponibilité comme général. Il est chargé de la difficile réorganisation de la défense du fort d'Issy. Il est grièvement blessé au combat pendant la Semaine sanglante, mais parvient à se réfugier en Angleterre. Il y reste et devient professeur à l'école navale de Dartmouth.

### Notices biographiques
- Jules Clère, Les hommes de la Commune : Biographie complète de tous ses membres, Paris, Libraire-éditeur É. Dentu, 1871, 195 p. (lire en ligne sur Gallica), p. 45-47
- Paul Delion, Les membres de la Commune et du Comité central, Paris, A. Lemerre éditeur, août 1871, 446 p. (lire en ligne sur Gallica), p. 288-291
- Bernard Noël, Dictionnaire de la Commune, Coaraze, L'Amourier éditions, coll. « Bio », avril 2021 (1re éd. 1971), 799 p. (ISBN 978-2-36418-060-4, ISSN 2259-6976, présentation en ligne), p. 122-123
- « Notice « Brunel Antoine [Brunel Paul, Antoine, Magloire] » », sur maitron.fr, Le Maitron, dictionnaire bibliographique du mouvement ouvrier et du mouvement social, Association Les Amis du Maitron (consulté le 5 août 2021)
- Sa fiche sur le site de l'Assemblée nationale